# تيريل مورا
تيريل مورا (بالإنجليزية: Tiriel Mora)‏ هو ممثل أسترالي، ولد في 19 أكتوبر 1958.

## وصلات خارجية
- تيريل مورا على موقع IMDb (الإنجليزية)
- تيريل مورا على موقع قاعدة بيانات الفيلم (الإنجليزية)